# Symmachia calliste
Espèce
Symmachia calliste est un insecte lépidoptère appartenant à la famille  des Riodinidae et au genre Symmachia.

## Taxonomie
Symmachia calliste a été décrit par William Chapman Hewitson en 1867.
Synonyme : Symmachia cleonyma Hewitson, 1870.

## Description
Symmachia calliste est un papillon à bord costal bossu, apex des antérieures pointu et angle anal des postérieures anguleux. Le dessus est marron presque noir orné d'une ligne submarginale de damiers orange et de rares damiers orange répartis sur les ailes antérieures et postérieures.
Le revers est plus clair avec une ligne submarginale de damier ocre et de nombreux damiers ocre répartis sur les ailes antérieures et postérieures.

## Écologie et distribution
Symmachia calliste est présent au Nicaragua, en Colombie, au Brésil et en Guyane,.

### Biotope
Symmachia calliste est observé butinant des fleurs de Cordia.

### Protection
Pas de statut de protection particulier.